# Huis ter Doespolder

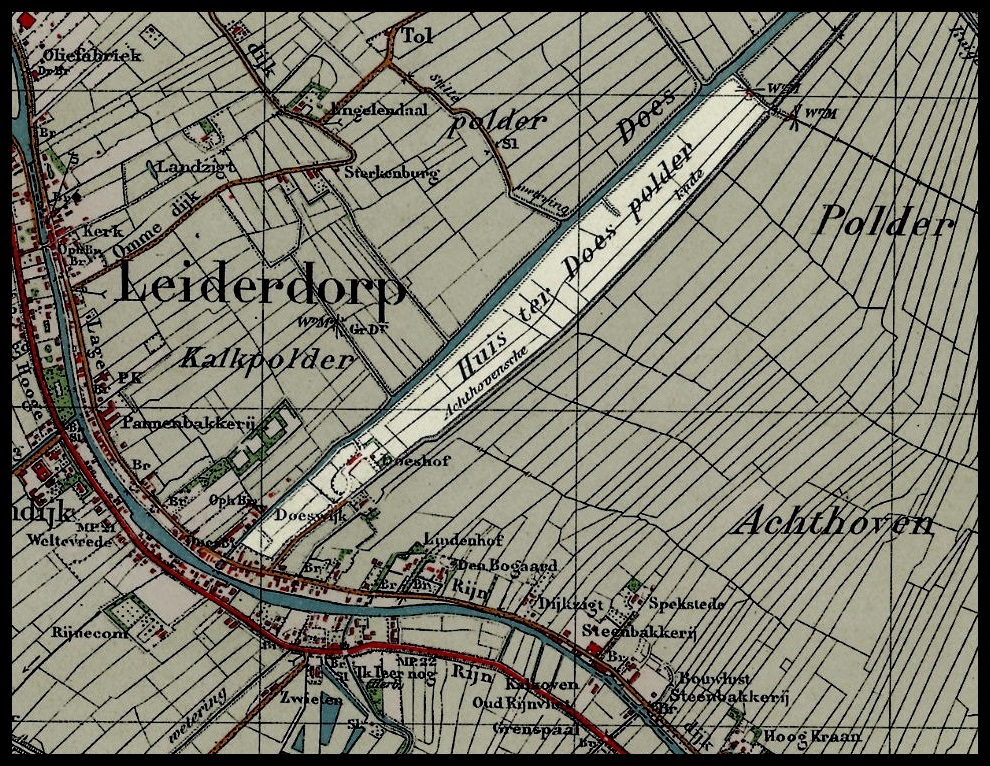
De Huis ter Doespolder op een kaart uit 1924

De Huis ter Doespolder is een langgerekte polder in de Nederlandse gemeente Leiderdorp, de polder grenst aan de Does. Ten oosten van de polder ligt Polder Achthoven.
De Achthovense Molen bemaalde de polder.